# Sông Cái Vùng
Sông Cái Vùng là một con sông đổ ra Sông Tiền. Sông có chiều dài 21 km và diện tích lưu vực là km². Sông Cái Vùng chảy qua các tỉnh Đồng Tháp, An Giang.